# 9140 Deni
9140 Deni (4195 T-3) là một tiểu hành tinh vành đai chính.